# زمرة دورية
في نظرية الزمر، يُقال عن زمرة أنها دوريّة (بالإنجليزية: Cyclic group) إذا كان من الممكن توليدها عن طريق عنصر وحيد، فإذا كانت الزمرة تحوي عنصراً a (ويسمى مولد الزمرة) وكانت العملية المعرفة عليها هي الجداء، فإن أي عنصر من هذه الزمرة يمكن كتابته قوةً للعنصر a، أما إذا كانت العملية المعرفة هي الجمع فإن جميع العناصر يجب أن تكون من مضاعفات العنصر a.

الجذور العقدية الست من الدرجة السادسة للوحدة تكون زمرة دائرية في إطار عملية الضرب. يعتبر z عنصرا بدائيا بينما z^{2} ليس كذلك لأن القوى الفردية ل z ليست قوى ل z^{2}.

## خصائص
تكون زمرة G ما دائرية إذا وجد عنصر g من G حيث كل عناصر الزمرة G تُكتب على شكل gn حيث n عدد صحيح.

## تمثيل الزمر الدائرية
| C1 | C2 | C3 | C4 | C5 | C6 | C7 | C8 |